# رصيف الغرباء (مسلسل)
رصيف الغرباء مسلسل لبناني درامي عرض في ديسمبر 2020 وفي شهر رمضان 2021 حقق أعلى نسبة مشاهدة في لبنان خلال عرضه

## قصة العمل
تدور أحداثه ما بين عام 1945 وحقبتي الستينيات والسبعينيات في لبنان، وتسلط الضوء على العادات والتقاليد اللبنانية الإقطاعية وصراع العائلات على النفوذ والسلطة وصراع الخير والشر

## الممثلون
- عمار شلق (شوقي الرسام)
- كارمن لبس (وردة)
- علي منيمنة (كمال أنور داوود)
- بيار شمعون (المختار صقر)
- طوني شمعون (سيف شملان)
- رهف عبد الله[3] (روى / لارا خليل)
- حسين فنيش (نديم حليم كامل )
- فادي إبراهيم (حليم كامل)
- إيلي شالوحي (د/ باسم يزبك)
- إليسار حاموش (هند)
- وداد جبور (هدى)
- هند خضرا (نيللي)
- نيكول معتوق (وداد)
- ليلى قمري

## إنتقادات
انتقد البعض أداء الممثلين وأعتبروا حيث أن وجوه بعضهم جامدة وبأن هنالك ضعف في إدارة الممثل
لكن كاتب العمل طوني شمعون رد قائلا “